# Rhaphium longibara
Rhaphium longibara är en tvåvingeart som beskrevs av Van Duzee 1930. Rhaphium longibara ingår i släktet Rhaphium och familjen styltflugor. Inga underarter finns listade i Catalogue of Life.